# Milan Španović
Milan Španović, srbski vojni zločinec, * 1962, Dragotina, SR Hrvaška, SFRJ.
Španović je bivši pripadnik srbske milice, ki je bil leta 1993 v odsotnosti obsojen na 20 let zapora zaradi etničnega čiščenja v vaseh Maji in Svračci, storjenega avgusta 1991. V vaseh naj bi v času zločina, to je času hrvaške osamosvojitvene vojne, živelo okoli 100 Hrvatov.
Leta 1995 je bila za njim izdana mednarodna tiralica, kar pa Španoviću ni preprečilo potrditve azila v Veliki Britaniji. Španović je tako osem let mirno živel v predmestju Londona, dokler ga ni britanska policija ujela zaradi kraje v trgovini in pri preverjanju njegove identitete ugotovila, da nima opravka le z majhnim tatom, ampak s pravnomočno obsojenim vojnim zločincem.
Od leta 2006 je nato potekal triletni boj za izročitev Španovića Hrvaški. Leta 2009 je Vrhovno sodišče v Londonu zavrnilo argument Španovićevih odvetnikov, da na Hrvaškem ne bo deležen poštenega sojenja, ker je Srb, in ga premestilo v zapor v Sisak.
Trenutno v zaporu v Sisku čaka na ponovno sojenje, saj imajo v odsotnosti obsojeni ljudje pravico do ponovnega sojenja.